# Рябишев Дмитро Іванович
Дмитро́ Іва́нович Рябишев (11 (23) лютого 1894 , Перший Донський округ, Область Війська Донського  — 18 листопада 1985 , Ростов-на-Дону ) — радянський воєначальник, генерал-лейтенант. Депутат Верховної Ради УРСР 1-го скликання (1938–1947).

## Біографія
Народився 11 (23) лютого 1894 року на хуторі Колотівка тепер Цимлянського району Ростовської області в родині донського козака.
З 1915 року на військовій службі. В першу світову війну воював рядовим Північно-Західного фронту. З жовтня 1917 року в Червоній армії. Під час Громадянської війни в Росії, помічник командира 2-ї бригади 4-ї кавдивізії, командир ескадрону, командир полку і 2-ї бригади 14-ї кавдивізії в складі 1-ї Кінної Армії.
У 1922—1929 роках командир кавалерійської бригади в Північно-Кавказькому військовому окрузі. Одночасно закінчив підготовчі курси при Військовій Академії РСЧА імені М. В.  Фрунзе в 1923 році, курси удосконалення вищого комскладу в 1925 році.
З 1930 по 1933 роки командир 8-ї окремої кавалерійської бригади, учасник боротьби з басмачами. В 1935 році закінчив Військову Академію РСЧА імені М. В. Фрунзе. З 1936 р. командир 13-ї Донської козачої дивізії. З вересня 1937 року командир 1-го кавалерійського корпусу РСЧА. До початку літа 1940 року командував 4-м кавалерійським корпусом Київського Особливого військового округу.
26 червня 1938 року обраний депутатом Верховної Ради УРСР 1-го скликання по Городоцькій виборчій окрузі № 7 Кам'янець-Подільської області.
З 4 червня 1940 призначений командиром 8-го мехкорпусу, створеного із частин 4-го кавалерійського корпусу, 7-ї стрілецької дивізії, 14-ї важкої і 23-ї легкої танкових бригад.
В період Прикордонних боїв початку війни брав участь у контрударі 8-го мехкорпусу під Луцьком, Дубно і Бродами. З 22 липня 1941 по 15 серпня 1941 командувач 38-ю армією, з 30 серпня по 5 жовтня командувач Південного фронту. З 22 жовтня командувач 57-ї, з 8 травня по 4 липня 1942 — 28-ї арміями. З липня 1942 по березень 1943 виконував завдання Ставки ВГК. З березня по травень 1943 командувач 3-ї резервної армії. З травня 1943 заступник командувача 3-ї гвардійської армії, з 28 січня 1944 командир 34-го гвардійського стрілецького корпусу. З 16 лютого по 29 березня 1944 командувач 3-ю гвардійською армією. З 12 квітня по 27 травня 1944 командир 3-го гвардійського стрілецького корпусу. З 18 липня 1944 і до кінця війни командир 114-го стрілецького корпусу. Війська під його керівництвом брали участь у визволенні Донбасу та всієї України, у Східно-Прусській і Берлінській операції.
Після війни командував корпусом у Групі окупаційних радянських військ в Німеччині, з вересня 1946 заступник, згодом помічник командувача військами Східно-Сибірського військового округу. З вересня 1950 у відставці. Жив в Ростові-на-Дону, де очолював Раду ветеранів війни. Писав роботи, опубліковані у Військово-історичному журналі, журналі «Дон», окремих збірках, а також статті, що використовувалися як навчальні посібники у вищих військово-навчальних закладах.
Помер 18 листопада 1985 року в Ростові-на-Дону.

## Нагороди
Нагороджений 3-ма орденами Леніна, орденом Жовтневої Революції, 5-ма орденами Червоного Прапора (1921, 3.01.1923, 22.02.1930), орденами Богдана Хмельницького 1-го ступеня (29.07.1944), Суворова 2-го ступеня, Кутузова 2-го ступеня, медалями, а також іноземними орденами.